# 郭樹榕
郭樹榕，清朝政治人物。
光绪十三年（1887年），擔任清朝廣州府南海縣知縣。后由張琥接任。